# タルネタント
タルネタント(Talnetant)は、グラクソ・スミスクラインが開発したニューロキニン3受容体のアンタゴニストである。主に過敏性腸症候群等の様々な機能について研究されているが、統合失調症の治療のための抗精神病薬としての利用は断念されている。